# Marco Arana
Pour les articles homonymes, voir Arana.
Marco Antonio Arana Zegarra (né le 20 octobre 1962 à Cajamarca) est un homme politique, sociologue, professeur d'université et prêtre catholique, fondateur et militant du mouvement Tierra y Dignidad.

## Formation
Marco Arana, deuxième de quatre frères, est fils d'un professeur de l'enseignement secondaire César Arana, Sa mère  Alcina Zegarra, native de la  Pataz dans la Région de La Libertad, fut nommée professeure dans un camp minier. Le père, natif de Cajamarca avait enseigné dans des zones rurales. 
En 1979, à l'âge de 17 ans, Marco entre au grand séminaire San José de Cajamarca et il apprend la sociologie à l'Universidad Nacional de Cajamarca, spécialisée dans le domaine du développement rural. En 1985, il part à Lima pour compléter sa formation de séminariste et en 1989, alors qu'il termine ses études de théologie, Il s'installe dans le quartier de  San Juan de Lurigancho, et il est finalement ordonné prêtre diocésain en 1990. 
Après un passage à l'Université pontificale grégorienne de Rome en 1994, il suit en 1997-1998 une maîtrise de sociologie spécialisée en « gestion et politiques publiques » à l'Université catholique pontificale du Pérou. Son mémoire de maitrise fut consacré aux conflits socio-environnementaux. L'année suivante, il suit pendant un an à l'Université de Cajamarca  une formation diplômante sur l'eau et l'assainissement. En 2002, enfin, il complète sa formation aux États-Unis et obtient un diplôme en administration sociale à l'Institut interaméricain pour le développement économique et social de Washington, D. C..

## Militantisme lié aux problèmes environnementaux
En 1985, Arana réalisa un documentaire sur l'exploitation des plus anciennes mines de Cajamarca, dans la Province de Hualgayoc,  et sur son impact sur l'agriculture. Le documentaire porte également sur les conditions de travail des adultes et des enfants, à mille mètres de profondeur, parfois sans casque et sans chaussure. 
Cinq ans plus tard, alors qu'il vient juste d'être ordonné prêtre, il met sur pied un programme d'alimentation dans la communauté paroissiale de Porcón. Le programme inclut l'organisation de cours de nutrition, des soins aux enfants et des séances de déparasitage. Il crée ensuite un collège pour dispenser un enseignement de qualité aux jeunes de familles pauvres. 
En 1993, avec l'aide du Centre épiscopal d'action sociale, il dénonce l'expropriation des terres agricoles par la société minière Yanacocha, qui accepte finalement de verser des indemnités aux paysans expropriés.
En 1999, Arana fonde Ecovida, première association péruvienne de défense de l'environnement. Les premiers membres sont de jeunes militants, des biologistes, des sociologues et des éducateurs de l'université de Cajamarca. Ecovida fut à l'origine de la « Campagne pour sauver le rio San Lucas » et la « Prise de conscience sur le plastique brulé ». Une autre initiative à mettre au crédit d'Ecovida est la création de brigades de sensibilisation à l'environnement, avec le soutien des Sœurs Franciscaines. Il s'agissait d'aider les gens dans la création de jardins relevant de l'agriculture biologiques et dans l'amélioration de fourneaux.
En 2002, Arana crée le Groupe de formation et d'intervention pour le développement durable (GRUFIDES) avec des militants qui mettent l'accent sur le problème des communautés, des droits de l'homme et des droits environnementaux. En 2003, cette ONG réalise le projet « Routes rurales pour réduire la pauvreté » qui comprend six études sur les routes dans les zones d'extrême pauvreté.
Au début de 2011, Arana participe au documentaire de Stephanie Boyd « Operación Diablo ». Le documentaire qui traite des relations avec les sociétés minières reçoit le prix du Film sur les Droits de l'Homme dans le cadre  du Festival international du film de Berlin.

## Vie politique

### Tierra y Libertad
En Avril 2009, Arana fonde le Mouvement Tierra y Libertad de tendance écologiste de gauche. En Février 2010, il est suspendu en tant que prêtre et décide de se consacrer exclusivement à sa candidature aux Élections générales péruviennes de 2011. Il prône une large alliance des partis de gauche et des mouvements sociaux, mais retire finalement sa candidature pour les élections de 2011. 
Après presque trois ans passés à rassembler des signatures, en avril 2012, Arana dépose les statuts de son parti politique électorale nationale Tierra Y Dignidad, à partir duquel il promeut la création d'un large front de gauche, avec en ligne de mire les élections de 2016,,.

### Lutte contre le projet minier Conga
En novembre 2011, Arana constitue un Front commun avec Gregorio Santos, président de la Région de Cajamarca, Wilfredo Saavedra, président du Front de défense environnemental et ancien membre du groupe guévariste Mouvement révolutionnaire Tupac Amaru (MRTA) et d'autres dirigeants locaux pour tenter de rendre invalide le projet minier Conga
À la fin de mai 2012, commence une grève régionale accompagnée d'une suite ininterrompue de manifestations de masse, en riposte à la mort de cinq civils participant à des manifestations dans les provinces de Celendín et de Bambamarca) et à une répression policière excessive. Le 4 juillet 2012, le gouvernement décrète alors l'état d'urgence,  dans ces deux provinces. Pendant l'état d'urgence, Arana a affiché sur sa poitrine des slogans de protestation et s'est assis sur un banc sur la Plaza de Armas, ce qui lui valut une arrestation de quelques heures par la police,.